# Oldershausen (Kalefeld)

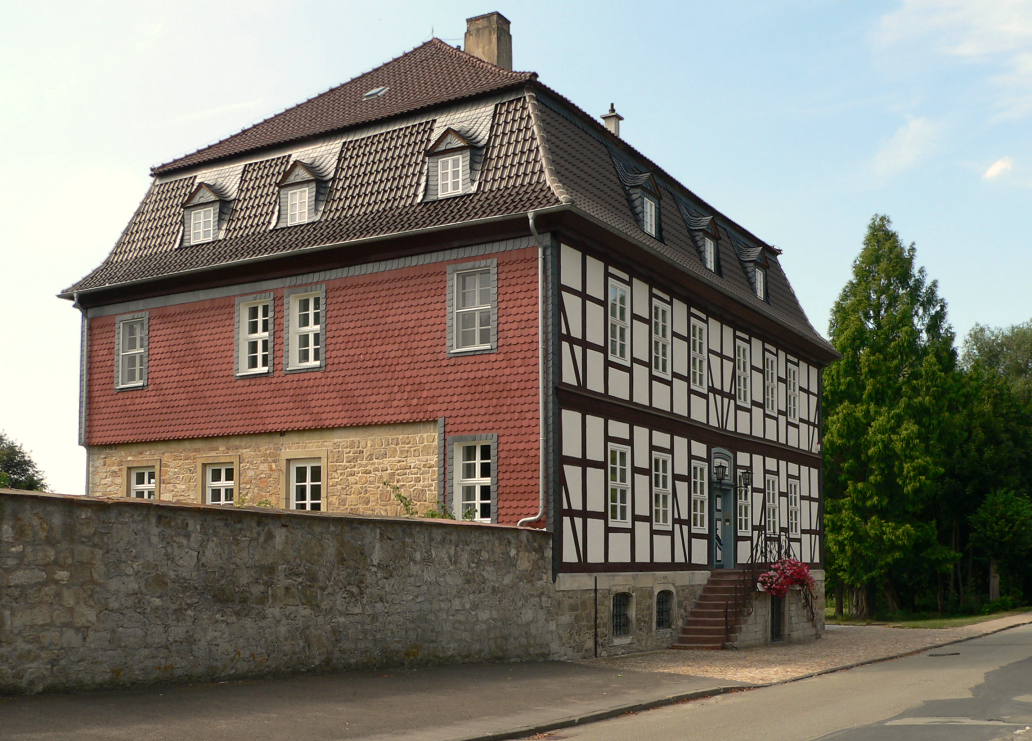
Das 1781 vom königlichen und kurfürstlichen Oberjägermeister Burchard Ahnton Friedrich von Oldershausen erbaute Amtshaus

Oldershausen liegt im südlichen Niedersachsen im Landkreis Northeim in der Gemeinde Kalefeld.

## Geographie
Oldershausen liegt östlich der Bundesautobahn 7 und westlich der Aue (Leine).

## Geschichte
Ein Angehöriger des Rittergeschlechts von Westerhof baute um das Jahr 1000 ein befestigtes Haus beim heutigen Oldershausen, das er nach seinem Vornamen „Oldward“ benannte. Aus Aufzeichnungen der Braunschweig-Lüneburgischen Churlande geht hervor, dass um 1789 die Siedlung Oldershausen aus 32 Häusern bestand und zwei Gemeindewaldungen besaß.
Oldershausen wurde am 1. März 1974 in die Gemeinde Kalefeld eingegliedert.
Im November 2013 wohnten 235 Personen im Ort.

## Politik

### Ortsrat
Oldershausen hat einen Ortsrat der fünf Mitglieder umfasst. Bei der Kommunalwahl 2021 ergab sich folgende Sitzverteilung:
- WG „Gemeinsame Ortsratslise Oldershausen“: 5 Sitze

### Ortsbürgermeisterin
Ortsbürgermeisterin ist Thyra Freifrau von Oldershausen.

## Kultur und Sehenswürdigkeiten

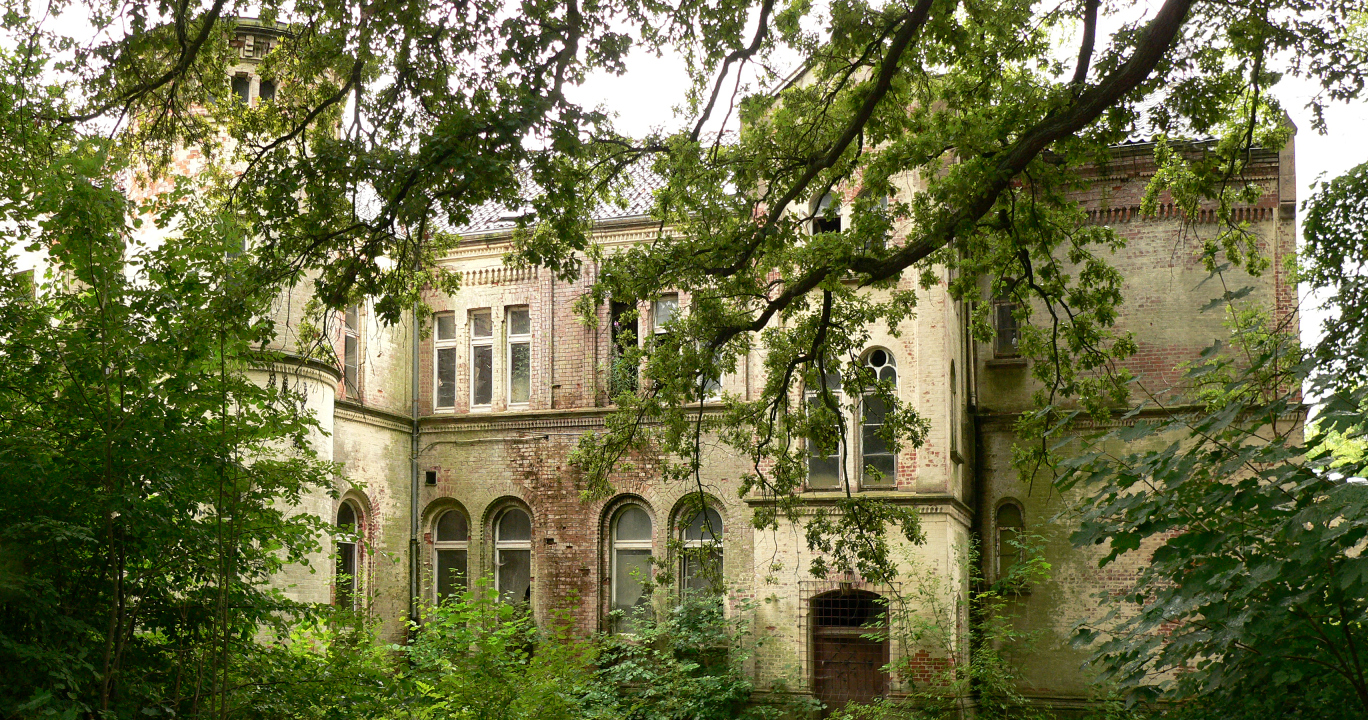
Schloss Oldershausen

- In Oldershausen befindet sich das frühere Schloss der Familie von Oldershausen. Es wurde im 19. Jahrhundert nach Plänen von Conrad Wilhelm Hase und Emil Hackländer als Backsteinbau erbaut. Die von Oldershausen bewohnten es bis zum Ende des Zweiten Weltkrieges. Danach beschlagnahmte die  britischen Besatzungsmacht das Schloss zur Unterbringung ihrer Truppen. Danach folgten weitere Nutzungen als Unterkunft für Heimatvertriebene sowie als  Lungenheilstätte und Reha-Einrichtung. 1974 verkaufte die Familie von Oldershausen das Schloss. Seit 1986 steht das denkmalgeschützte Anwesen leer und verfällt ebenso wie das umgebende Gelände.

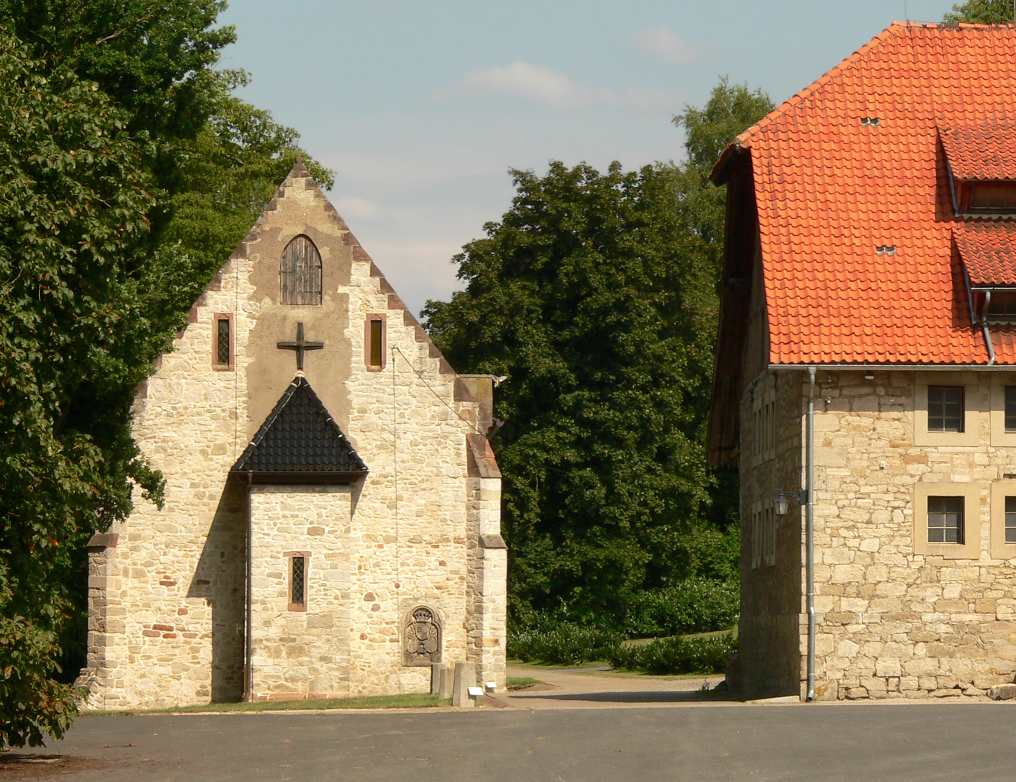
Gutskapelle am Gutshof

- In dem Dorf gab es bereits im Mittelalter eine Kapelle, die im Dreißigjährigen Krieg zerstört wurde. 1706 baute man eine neue Kapelle im Schlosspark am Gutshof. Sie hatte einen Turm und war im oberen Teil aus Fachwerk konstruiert.[4] Später wurde sie zerstört. Die heutige Kapelle wurde an gleicher Stelle erbaut und mit der Orgel der 1870 abgerissenen Kalefelder Kirche ausgestattet. Der von Conrad Wilhelm Hase 1872 ausgeführte Innenausbau der Gutskapelle hatte nur einen kurzen Bestand, weil das Gewölbe schon bald nach Ausführung einstürzte. Die Wandkonsolen, auf denen die Gewölberippen auflagen, sind bis heute erhalten. Der kleine Westturm von Hase musste 1921 abgenommen werden, weil sich Setzungen aufgrund des feuchten Untergrundes gezeigt hatten, die zum Einsturz hätten führen können. Die Gutskapelle gehört zur Kirchengemeinde Willershausen-Oldershausen-Westerhof.

## Wirtschaft und Infrastruktur
Der Haltepunkt Oldershausen lag an der Bahnstrecke Osterode–Kreiensen. Diese ist stillgelegt.